# Szekrényessy Lajos
Szekrényessy Lajos (székelyhídi) (Pest, 1847. november 22. – Budapest, 1909. szeptember 12.) tárcacikk-író, főtanácsos, vitorlázó.

## Életpályája
Szekrényessy József és zadjeli Slachta Etelka gyermekeként született Pesten, ahol iskoláit is végezte. 1865-ben a Szekrényessy családdal rokon gróf Károlyi István uradalmaiban kapott alkalmazást, ahol a gazdászat minden ágában működött, beleértve a gyáriparral összekötöttet is, úgyszintén a Tisza-szabályozást és építészeti ágazatokat. 1873-tól mint kárbecslő az Első Magyar Általános Biztosító társaság miskolci főügynökségének területére lett beosztva.
Több városi és vidéki művelődési és jótékonysági egylet tagja, és a Vöröskereszt miskolci fiókjának jegyzője volt. Miskolci tartózkodása idején vette feleségül tolcsvai Mezőssy Margit tolcsvai birtokos leányt, akitől 1880-ban született leányuk Szekrényessy Anna (Nusi), nemzetközi hírű operaénekesnő. Szekrényessy Lajos hosszabb időt töltött, mint tanácsos bécsi kiküldetésben. 
Oszlopos tagja volt a hőskorát élő magyar vitorlássportnak és lelkes résztvevője majdnem valamennyi versenynek. A világ számos vitorlás klubjával kapcsolatban állt, találkozókat, nemzetközi versenyeket szervezett.
Népszerű tárcacikkei mellett rendszeresen jelentek meg különféle sport -és szakcikkei a „Borsod”-ban (1878-1879). A miskolci árvízről és folyamszabályozásról cikksorozata. 1880-tól az ún. Borsod megyei Lapoknak állandó munkatársa volt (közgazdasági cikkek, városi közügyek, miskolci színházügy stb.). Testvére volt Szekrényessy Kálmán, az első magyar úszó, valamint Szekrényessy Árpád mecénás, az edelényi városi múzeum névadója és Szekrényessy Margit írónő.

## Emlékezete
- Halálát követően Anna nevű hajóját a Hunnia Csónakázó Egyesület vezetősége „SZEKRÉNYESSY” névre keresztelte.